# رافاييل روتولو
رافاييل روتولو (بالإنجليزية: Raffaele Ruotolo)‏ هو لاعب كرة قدم أمريكي في مركز الوسط، ولد في 15 مايو 1965 في بروكلين في الولايات المتحدة. لعب مع نادي غوادالاخارا.